# 腓特烈·巴耶尔
腓特烈·巴耶尔（丹麥語：Fredrik Bajer，1837年4月21日—1922年1月22日），丹麦作家、教育家、政治家，1908年获诺贝尔和平奖。